# Udo Wagner
Udo Wagner (* 2. November 1963 in Bautzen) ist ein ehemaliger deutscher Fechter.

## Leben
Wagner war zunächst für den SC Einheit Dresden aktiv. Unter Trainer Peter Proske gewann er bei den Olympischen Spielen 1988 in Seoul die einzige Einzelmedaille im Fechtsport für die DDR, wofür er mit dem Vaterländischen Verdienstorden in Silber ausgezeichnet wurde. Nach der Wende gelang es ihm, mit der bundesdeutschen Mannschaft weitere Medaillen zu erringen. 1992 wurde der nun für den Fecht-Club Tauberbischofsheim startende Sportler Deutscher Einzelmeister mit dem Florett. Im selben Jahr gewann Wagner bei den Olympischen Spielen in Barcelona Gold mit der gesamtdeutschen Mannschaft. Dafür erhielt er am 23. Juni 1993 das Silberne Lorbeerblatt. 1993 und 1996 wurde Wagner erneut Deutscher Einzelmeister mit dem Florett.

## Erfolge

### Einzelerfolge
- 1988 Silber (DDR) Olympische Spiele Seoul
- 1992, 1993 und 1996: Deutscher Einzelmeister mit dem Florett

### Mannschaftserfolge
- 1986 Bronze (DDR) WM Sofia
- 1991 Silber WM Budapest
- 1992 Gold Olympische Spiele Barcelona
- 1993 Gold WM Essen
- 1994 Silber WM Athen

## Auszeichnungen
- Träger des Silbernen Lorbeerblattes